# Unterseeboot UB-12
Pour les autres navires du même nom, voir Unterseeboot 12.
L'Unterseeboot UB-12 est un sous-marin (U-Boot) allemand de type UB I utilisé par la Kaiserliche Marine pendant la Première Guerre mondiale. Le sous-marin a disparu en août 1918.

## Conception
Après l’avancée rapide de l’armée allemande le long de la côte de la mer du Nord au début de la Première Guerre mondiale, la marine impériale allemande s’est retrouvée sans sous-marins appropriés pouvant être utilisés dans les eaux étroites et peu profondes au large des Flandres,. Le projet 34, un effort de conception commencé à la mi-août 1914, a produit la conception du Type UB I : un petit sous-marin qui pouvait être expédié par chemin de fer jusqu’à un port d’opérations et rapidement assemblé. Contrainte par les limites de taille des chemins de fer, la conception de l’UB I prévoyait un bateau d’environ 28 mètres de long et déplaçant environ 125 tonnes, avec deux tubes lance-torpilles.
L'UB-12 faisait partie du lot initial de sept sous-marins, numérotés UB-9 à UB-15, commandés le 15 octobre à AG Weser de Brême, un peu moins de deux mois après le début de la planification de la classe,.
L'UB-12 mesurait 27,88 mètres de long, 3,15 mètres de large et avait un tirant d'eau de 3,03 mètres. Il était équipé d’un seul moteur Diesel Körting 4 cylindres de 59 ch (44 kW) pour la navigation en surface, et d’un seul moteur électrique Siemens-Schuckert de 119 ch (89 kW) pour la navigation sous-marine, tous deux entraînant un seul arbre d'hélice. Ses vitesses de pointe étaient de 7,45 nœuds (13,80 km/h) en surface et de 6,24 nœuds (11,56 km/h) en immersion. À des vitesses plus modérées, il pouvait naviguer jusqu’à 1500 milles marins (2800 km) en surface avant de devoir se ravitailler, et jusqu’à 45 milles marins (83 km) en immersion avant de recharger ses batteries. Comme tous les bateaux de la classe, l'UB-12 était évalué à une profondeur de plongée de 50 mètres et pouvait s’immerger complètement en 33 secondes.
L'UB-12 avait un déplacement entre 127 et 141 tonnes, selon qu’il était en surface ou immergé. Il transportait deux torpilles de 450 mm pour ses deux tubes lance-torpilles d’étrave et était également armé d’une mitrailleuse de 8 millimètres montée sur le pont. L’effectif standard de l'UB-12 se composait d’un officier et de treize hommes du rang.

## Carrière
L'UB-12 a été commandé en octobre 1914 et a été mis sur cale au chantier naval AG Weser à Brême le 7 novembre . Une fois les travaux terminés sur l'UB-12, il a été préparé pour l’expédition ferroviaire. Le processus d’expédition d’un bateau UB I impliquait de décomposer le sous-marin en ce qui était essentiellement un kit. Chaque bateau a été découpé en une quinzaine de sections et chargé sur huit wagons plats. En février 1915, les sections de l'UB-12 ont été expédiées à Anvers pour être assemblées, un processus qui prenait généralement de deux à trois semaines. Après l’assemblage et le lancement de l'UB-12 le 2 mars, il est chargé sur une barge et emmené à travers les canaux jusqu’à Bruges où il subit des essais.

### Début de carrière
Le sous-marin a été mis en service dans la marine impériale allemande sous le nom de UB-12 le 29 mars 1915 sous le commandement du Kapitänleutnant (Kapt.) Hans Nieland, 29 ans, qui commandait un sous-marin pour la première fois. Le 18 avril, l'UB-12 rejoint la Flottille des Flandres (en allemand : U-boote des Marinekorps U-Flotille Flandern), qui a été créée le 29 mars. Lorsque l'UB-12 rejoignit la flottille, l’Allemagne était au milieu de sa première offensive sous-marine, commencée en février. Au cours de cette campagne, les navires ennemis dans la zone de guerre définie par l’Allemagne (en allemand : Kriegsgebiet), qui englobait toutes les eaux autour du Royaume-Uni, devaient être coulés. Les navires des pays neutres ne devaient pas être attaqués à moins qu’ils ne puissent être formellement identifiés comme des navires ennemis opérant sous faux pavillon.
Le 24 juillet, Nieland et l'UB-12 coulèrent quatre navires de pêche britanniques alors qu’ils patrouillaient à 30 milles marins (56 km) à l’est-nord-est de Lowestoft,,,,. Les quatre navires coulés étaient des smacks – des voiliers traditionnellement gréés avec des voiles ocre rouge – qui ont été arraisonnés, abordés par des membres d’équipage de l'UB-12 et coulés avec des explosifs,. De même, l'UB-12 coule une paire de smacks au large de Lowestoft le 4 août,, et un autre trio de smacks du 23 au 25 août,,,.
Le 21 novembre, Nieland fut remplacé par l'Oberleutnant zur See (Oblt.) Wilhelm Kiel aux commandement de l'UB-12. Sous le commandement de Kiel, l'UB-12 coula trois navires le 21 février 1916 : le navire de pêche belge La Petite Henriette, le plus grand coulé à ce jour par l'UB-12, et une autre paire de smacks britanniques, l'Oleander et le W.E. Brown,.
L'UB-12 coula son plus grand navire, le Silksworth Hall, de 4777 tonneaux de jauge brute (TJB), le 10 avril. Le navire immatriculé en Grande-Bretagne était sur lest, en route de Hull à Philadelphie, lorsque Kiel l’a torpillé sans avertissement à un peu plus d’un mille marin (deux kilomètres) du bateau-phare Corton. D’autres navires ont récupéré 31 survivants du Silksworth Hall, mais 3 hommes ont été perdus,. Plus tard dans le mois, l’amiral Reinhard Scheer, le nouveau commandant en chef de la flotte de haute mer, annule l’offensive contre la marine marchande et ordonne à tous les bateaux en mer de revenir, et à tous les bateaux au port d’y rester.

### Tentatives d’embuscade contre laGrand Fleet
À la mi-mai, Scheer a achevé les plans visant à détruire une partie de la Grand Fleet britannique. La flotte allemande de haute mer sortirait pour un raid sur Sunderland, attirant la flotte britannique à travers des « nids de sous-marins et de champs de mines ». En appui de l’opération, l'UB-12 et cinq autres bateaux des Flandres partirent à minuit les 30 et 31 mai pour former une ligne à 18 milles marins (33 km) à l’est de Lowestoft. Ce groupe devait intercepter et attaquer les forces légères britanniques de Harwich, si elles sortaient vers le nord pour se joindre à la bataille. Malheureusement pour les Allemands, l’Amirauté britannique disposait de rapports de renseignement sur le départ des sous-marins qui, conjugués à l’absence inhabituelle d’attaques contre les navires, éveillèrent les soupçons des Britanniques.
Le départ retardé de la flotte allemande de haute mer pour sa sortie (qui avait été redirigée vers le Skagerrak) et le fait que plusieurs des sous-marins allemands stationnés au nord n’aient pas reçu le message codé avertissant de l’avance britannique ont fait de l’embuscade prévue par Scheer un « échec complet et décevant ». Dans le groupe de l'UB-12, seul l'UB-10 a aperçu les forces de Harwich, et il était trop loin pour monter une attaque. L’échec de l’embuscade sous-marine à couler des navires de bataille britanniques a permis à l’ensemble de la Grand Fleet d’engager la flotte de haute mer (numériquement inférieure) dans la bataille du Jutland, qui a eu lieu du 31 mai au 1er juin.
Le Kapitänleutnant Georg Gerth prend le commandement de l'UB-12 le 26 juin. L’histoire de la vie de Gerth, y compris son commandement de l'UB-12 avec son journal de guerre complet, et plus tard celui de l'UC-61, est racontée dans un livre, Sound of Hunger. L’Oblt. Kiel est affecté au commandement du nouveau sous-marin mouilleur de mines UC-18. Deux mois plus tard, l’amiral Scheer met en place une autre embuscade contre la flotte britannique, avec des plans pour un autre raid de la flotte de haute mer sur Sunderland, comme cela avait été l’intention initiale en mai. La flotte allemande prévoyait de partir en fin de journée le 18 août et de bombarder des cibles militaires le lendemain matin. Comme en mai, l'UB-12 faisait partie d’un groupe destiné à attaquer les forces de Harwich. En tant que l’un des cinq bateaux formant la deuxième ligne de bateaux de la flottille des Flandres, l'UB-12 était stationné au large de Texel le matin du 20 août. Une fois de plus, les services de renseignement britanniques avaient averti de l’imminence de l’attaque et de l’embuscade, ce qui provoqua la sortie de la Grand Fleet à 16h00 le 18 août, cinq heures avant le départ de la flotte allemande. Des renseignements erronés ont d’abord poussé Scheer à se détourner de Sunderland, puis à finalement annuler toute l’opération. Bien que les sous-marins allemands au nord aient coulé deux croiseurs légers britanniques, l'UB-12 et son groupe n’ont joué aucun rôle dans l’action.
En septembre, Gerth mena l'UB-12 dans l’attaque de deux autres navires et la capture d’un troisième. Le vapeur norvégien Rilda, de 313 tonneaux de jauge brute, est coulé le 6 septembre, tandis que le Marjorie, de 55 tonneaux de jauge brute, est coulé le 28 septembre. Entre-temps, le navire hollandais Niobe a été capturé le 7 septembre.

### Conversion en mouilleur de mines
L'UB-12 et trois de ses navires jumeaux (les UB-10, UB-16 et UB-17) ont été convertis en sous-marins mouilleurs de mines. L'UB-12 est resté au chantier naval de novembre 1916 à janvier 1917, et il est probable que le bateau ait été converti pendant cette période. La conversion consistait à retirer de chaque sous-marin la section d’étrave contenant la paire de tubes lance-torpilles et à la remplacer par une nouvelle proue contenant quatre goulottes de mines, capables de transporter deux mines chacune. Au cours de ce processus, les bateaux ont été rallongés à 32 m, et leur déplacement a augmenté à 147 t en surface, et 161 t en plongée.
Au cours de la même période, le Kapt. Gerth est transféré sur le UC-61 et remplacé sur l'UB-12 par l’Oblt. Friedrich Moecke au début du mois de novembre. Moecke fut, à son tour, remplacé par l’Oblt. Ernst Steindorff en janvier 1917.
En mars, le sous-marin nouvellement converti a commencé à poser des mines au large des côtes françaises. Le 13 mars, le chalutier Elisabeth a heurté l’une des mines de l'UB-12 au large de Calais et a coulé. Cinq jours plus tard, le dragueur de mines auxiliaire britannique HMS Duchess of Montrose coule, avec 12 hommes perdus, après avoir fait exploser une mine posée par l'UB-12 au large de Gravelines. Le 23 mars, le HMS Laforey, un destroyer de la patrouille de Douvres, heurte l’une des mines de l'UB-12 au large du cap Gris-Nez et coule avec la perte de 59 hommes.
En mai, l'UB-12 était en patrouille avec l'UB-39 dans la Manche. Dans la nuit du 14 au 15 mai, alors que l'UB-12 était en surface, Steindorff a remarqué une grande explosion sous-marine à quelques kilomètres de là dans un champ de mines britannique. Lorsque l'UB-39 n’est pas revenu à Zeebruges, l’une des bases de la flottille des Flandres, Steindorff a signalé que la disparition de l'UB-39 était probablement due à une mine britannique.
En avril, deux nouvelles victimes se sont ajoutées au décompte de l'UB-12. Le 20 avril, le Nepaulin, un autre dragueur de mines auxiliaire britannique, est perdu à cause de l’une des mines de l'UB-12 près du phare de Dyck. Six jours plus tard, le vapeur britannique Alhama est coulé par une mine alors qu’il est chargé d’étais de fosse à destination de Dunkerque. Le cargo de 1744 tonneaux de jauge brute était le plus gros navire coulé par l'UB-12 depuis le Silksworth Hall, coulé en avril précédent. L'UB-12 coula deux autres navires sous le commandement de Steindorff, un en juin et un en juillet. Le 10 juin, le vapeur Dulwich, qui transportait du charbon de Seaham à Londres, fut coulé par une mine avec la perte de cinq hommes. Un mois plus tard, le patrouilleur français Jupiter I est coulé par une mine au large de Calais. Ce sont les deux derniers navires crédités aux mines de l'UB-12 pour les quatorze mois suivants.

### Destin
Les activités de l’UB-12 au cours de l’année suivante ne sont pas bien documentées, et aucune trace de lui ne peut être trouvée dans les sources anglophones. Cependant, on sait qu’au cours de cette période, il a été dirigé par quatre commandants successifs, le dernier de ces officiers, l’Oblt. Ernst Schöller, prenant le commandement en mai 1918. Sous le commandement de Schöller, l’UB-12 quitte Zeebruges le 19 août pour poser des mines dans les Downs au large de la côte du Kent, mais il ne revient jamais. Selon une source britannique, l’UB-12 a lui-même été coulé par une mine au large d’Helgoland au cours du mois d’août. L’auteur Dwight Messimer considère que cela est peu probable étant donné qu’Helgoland est loin de la route que l’UB-12 aurait pu emprunter pour se rendre dans les Downs. Une étude allemande d’après-guerre a conclu que les deux destins les plus probables pour l’UB-12 étaient qu’il avait heurté une mine britannique ou qu’il avait été détruit par l’une de ses propres mines qui a mal fonctionné pendant son mouillage. Messimer considère également qu’il est possible que l’UB-12 ait eu un accident de plongée lié à sa conversion en mouilleur de mines.
Environ deux mois après la perte présumée de l’UB-12, il a été crédité du naufrage de sa dernière  victime. Le 27 octobre, deux semaines avant la fin de la guerre, le navire britannique Calceolaria, de 92 tonneaux de jauge brute, heurte l’une des mines de l’UB-12 près de l’Elbow Lightvessel et coule.

## Affectations
- Flottille des Flandres : du 18 avril 1915 au 19 août 1918

## Commandants
- Oberleutnant zur See Hans Nieland[7] : du 29 mars au 20 novembre 1915
- Oblt.z.S. Wilhelm Kiel[22] : du 21 novembre 1915 au 25 juin 1916
- Oblt.z.S. Georg Gerth[32] : du 26 juin au 4 novembre 1916
- Oblt.z.S. Friedrich Moecke[39] : du 5 novembre 1916 au 19 janvier 1917
- Oblt.z.S. Ernst Steindorff[40] : du 20 janvier au 7 août 1917
- Oblt.z.S. Günther Wigankow[55] : du 8 août au 23 septembre 1917
- Oblt.z.S. Wilhelm Braun[56] : du 24 septembre 1917 au 9 mars 1918
- Oblt.z.S. Freiherr Nikolaus von Lyncker[57] : du 10 mars au 9 mai 1918
- Oblt.z.S. Ernst Schöller[51] : du 10 mai au 19 août 1918

## Navires coulés[9]
| Date              | Nom                     | Nationalité    | Tonnage | Destin  |
| ----------------- | ----------------------- | -------------- | ------- | ------- |
| 24 juillet 1915   | Activity                | United Kingdom | 56      | Coulé   |
| 24 juillet 1915   | Henry Charles           | United Kingdom | 41      | Coulé   |
| 24 juillet 1915   | Kathleen                | United Kingdom | 59      | Coulé   |
| 24 juillet 1915   | Prosper                 | United Kingdom | 45      | Coulé   |
| 4 août 1915       | Challenger              | United Kingdom | 50      | Coulé   |
| 4 août 1915       | Heliotrope              | United Kingdom | 28      | Coulé   |
| 23 août 1915      | Boy Bert                | United Kingdom | 57      | Coulé   |
| 23 août 1915      | Integrity               | United Kingdom | 52      | Coulé   |
| 25 août 1915      | Young Frank             | United Kingdom | 49      | Coulé   |
| 21 février 1916   | La Petite Henriette     | Belgique       | 92      | Coulé   |
| 21 février 1916   | Oleander                | United Kingdom | 34      | Coulé   |
| 21 février 1916   | W.E. Brown              | United Kingdom | 58      | Coulé   |
| 10 avril 1916     | Silksworth Hall         | United Kingdom | 4777    | Coulé   |
| 6 septembre 1916  | Rilda                   | Norvège        | 313     | Coulé   |
| 7 septembre 1916  | Niobe                   | Pays-Bas       | 654     | Capturé |
| 28 septembre 1916 | Marjorie                | United Kingdom | 55      | Coulé   |
| 13 mars 1917      | Elisabeth               | France         | 302     | Coulé   |
| 18 mars 1917      | HMS Duchess of Montrose | Royal Navy     | 322     | Coulé   |
| 23 mars 1917      | HMS Laforey             | Royal Navy     | 995     | Coulé   |
| 20 avril 1917     | HMS Nepaulin            | Royal Navy     | 314     | Coulé   |
| 26 avril 1917     | Alhama                  | United Kingdom | 1744    | Coulé   |
| 10 juin 1917      | Dulwich                 | United Kingdom | 1460    | Coulé   |
| 10 juillet 1917   | Jupiter I               | France         | 263     | Coulé   |
| 27 octobre 1918   | HMT Calceolaria         | Royal Navy     | 92      | Coulé   |